# 鈴木里沙
鈴木 里沙（すずき りさ、1977年12月25日 - ）は、舞台女優。演出家。劇団扉座所属、轟組。

## 略歴
神奈川県出身、東京アナウンス学院卒、劇団円演劇研究所専攻科卒。
身長157cm、体重49kg、血液型はA型。
2000年、劇団扉座の研究所に第四期生として入所。舞台『NINAGAWA 火の鳥』ではアンサンブルながら、その歌唱力と表現力でソロパートを勝ち取る。翌2001年、扉座に正式に入団、舞台女優としての活躍が続いている。
また、2003年から2005年に女性ミュージカル集団「東京メッツ」に参加。2008年には元東京メッツの美妃、水野江莉花、良田麻美とともにミュージカルユニット「鈴妃野田」（すずひのだ）を結成、不定期にライヴ公演を行っている（ユニット名は各メンバーの一文字をとったもの）。
趣味はスポーツ観戦、カラオケ、音楽、映画鑑賞。特技はダンス、歌。

## 出演

### 舞台
- NINAGAWA 火の鳥（2000年）
- アゲイン（2001年）
- ハムレット（2001年）
- TSUTOMU（2001年）
- そらにさからふもの（2002年）
- 新羅生門（2002年）
- いちご畑よ永遠に（2002年）
- 曲がり角の悲劇（2004年?）
- 新浄瑠璃 百鬼丸〜手塚治虫「どろろ」より〜（2004年）
- 東京建築ショー〜或る時は、コンチクショー!〜（2004年）
- 語り継ぐ者たち〜清水次郎長伝・異聞〜（2005年）
- アトムへの伝言（2005年）
- おかえり（2004年）
- エターナリー（2004年）
- 闇市狂詩曲（2006年）
- 豊橋市制百周年記念事業 豊橋市民参加音楽劇『豊橋オーレ!』（2006年、アイプラザ豊橋）
- 東京建築ショー 劇場版『ドリル魂』（2007年、紀伊國屋ホール）
- 『ドリル魂』汐留イベント（2007年）
- 『ドリル魂』（2007年、美浜文化ホール / 池袋サンシャイン劇場）
- 美浜文化ホールこけら落とし公演『美浜に吹く風』（2007年）
- 劇団劇作家 旗揚げ公演『劇読み!vol.1』（2007年、新宿Miracle）
- LOVE LOVE LOVE R36（2007年）
- トラオ（2008年）
- 人生のクライマックス（2008年）
- 厚木市文化会館開館30周年記念公演 音楽劇『リバーソング〜永遠のハックルベリィ・フィンたちへ〜』（2008年、厚木市文化会館）
- ホリプロ『ピーターパン』（2008年 - 2010年、東京国際フォーラムホールC　他）
- Arts Fusion in KANAGAWA『ドリル魂〜横浜現場編』（2009年、神奈川県立青少年センターホール）
- ケイダッシュステージ『メモリーズ4』（2009年、シアターサンモール）
- 苦情の手紙（2009年）
- レイネット『乱童 RAN-DOH〜Voice in city〜』（2009年・2010年、銀河劇場 / 青山劇場）
- Arts Fusion in KANAGAWA『ドリル魂〜YOKOHAMAガチンコ編』（2010年、神奈川県立青少年センターホール）
- 『神崎与五郎　東下り』（2010年、座・高円寺1 / 厚木市文化会館）
- 『歓喜の歌』（2024年、海老名市文化会館 / 紀伊國屋ホール）[4]
- 『北斎ばあさん-珍道中・神奈川沖浪裏-』（2025年公演予定、厚木市文化会館 / 座・高円寺1）[5]

### 映画
- 『MASK DE 41』

### テレビドラマ
- 『金曜日のスマたちへ』
- 『女優魂』

### CM
- さくらや（放映時期不明）